# Municipio de Krośnice
Krośnice es un municipio (gmina) rural en el distrito Milicz, voivodato de Baja Silesia, en el suroeste de Polonia. Su sede es la localidad de Krośnice, la cual se encuentra aproximadamente a 10 kilómetros al sureste de Milicz y a 45 kilómetros al noreste de la capital regional, Breslavia.
El municipio ocupa una superficie de 178,73 km² y en 2006 su población total era de 7987 habitantes.

## Municipios vecinos
El municipio de Krośnice está rodeada de los siguientes: Dobroszyce, Milicz, Sośnie, Twardogóra y Zawonia.

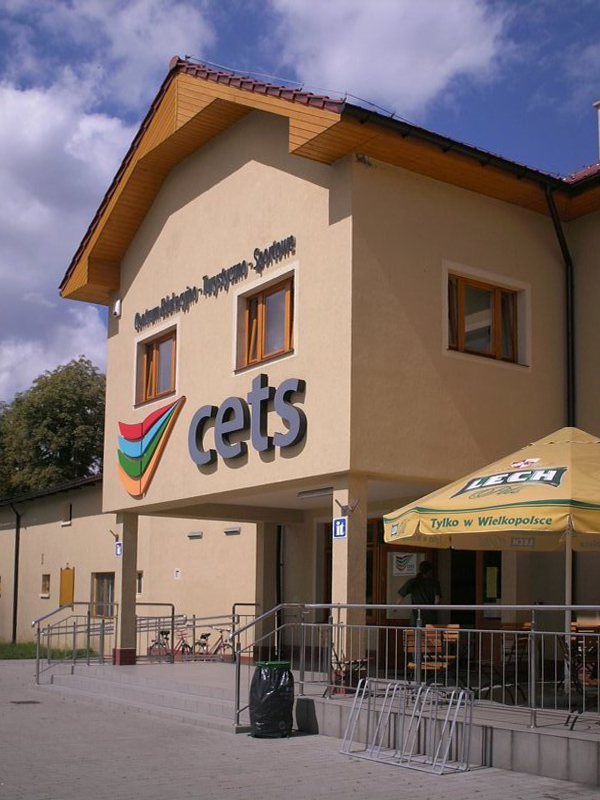
Centro educativo turístico-deportivo

## Pueblos
El municipio contiene los siguientes pueblos: Brzostówko, Brzostowo, Bukowice, Czarnogoździce, Czeszyce, Dąbrowa, Dziewiętlin, Grabownica, Kotlarka, Krośnice, Kubryk, Kuźnica Czeszycka, Łazy Małe, Łazy Wielkie, Łazy-Poręba, Lędzina, Luboradów, Pierstnica, Pierstnica Mała, Police, Stara Huta, Suliradzice, Świebodów, Wąbnice, Wierzchowice y Żeleźniki.